# درويشان الأولى (الريف الشرقي)
درويشان الأولى (بالفارسية: درویشان یک) هي منطقة سكنية تقع في إيران في قسم الريف الشرقي الريفي. يقدر عدد سكانها بـ 51 نسمة بحسب إحصاء 2016.